# هنري كونكل
هنري كونكل (بالإنجليزية: Henry Kunkel)‏ هو عالم مناعة أمريكي، ولد في 9 سبتمبر 1916 في بروكلين في الولايات المتحدة، وتوفي في 15 ديسمبر 1983.